# Анаколуф
Анаколу́ф (дав.-гр. ανακόλουθον — «непослідовний, неузгоджений») — синтаксична конструкція, що не відповідає загальноприйнятим нормам, полягає в граматичній неузгодженості членів речення.
Як стилістична фігура вживається для характеристики мови персонажів, зокрема — для комічного ефекту, як у комедії М. Куліша «Мина Мазайло», в якій розкривається однойменний персонаж: «Жодна гімназистка не хотіла гуляти — Мазайло! За репетитора не брали — Мазайло! На службу не приймали — Мазайло! Од кохання відмовлялися — Мазайло! А він знову: „Вам чого? — питаю“».

## Приклади вживання
- Анаколуф почасти вживається у ліриці задля посилення експресії поетичного мовлення, надання їй особливого колориту, постаючи різновидом вільності поетичної:

На рожево сміються таксі,

На чорняво ридають каштани.

Ще не всі, ще не всі, ще не всі

Відпекли недоспівані рани.— Р. Скиба
- Ще один приклад: Опухла дитина — голоднеє мре… (Т. Шевченко)

Аби надати своєму твору експресивності, поети та письменник різних епох і течій застосовують анаколуф навіть в авторському мовленні.
- Назва кінострічки «Як я провів цього літа» Олексія Попогребського.